# Thysochromis
Genre
Thysochromis est un genre de poissons de la famille des Cichlidae.
C'est le nom remplaçant Thysia Loiselle & Welcomme 1972 pré-occupé par Thomson 1860 (Coleoptera).

## Liste des espèces
Selon FishBase (26 janv. 2017) :
- Thysochromis annectens (Boulenger, 1913)
- Thysochromis ansorgii (Boulenger, 1901)